# Muse Bihi Abdi
Muse Bihi Abdi (som. Muuse Bixi Cabdi, arab. موسى بيهي عبدي; ur. 1948 w Hargejsie) – somalijski pilot wojskowy, działacz ruchu separatystycznego z Somalilandu, przewodniczący partii Kulmiye. Minister spraw wewnętrznych (1993–1995), od 13 grudnia 2017 do 13 grudnia 2024 prezydent Somalilandu.

## Życiorys
Jako uzdolnionemu uczniowi szkoły w Hargejsie zaproponowano mu studiowanie aeronautyki w Związku Radzieckim, którą ukończył w Akademii im. Jurija Gagarina w Monino. Skończył także dodatkowe kursy na West Point. W 2010 zdobył magisterium z zakresu rozwiązywania konfliktów na Uniwersytecie w Hargejsie.
Służył jako pilot w armii somalijskiej, brał udział m.in. w wojnie w Ogadenie. Doszedł do stopnia pułkownika.
W 1985 przyłączył się do partyzantki walczącej o niepodległość Somalilandu. W 1993 był ministrem spraw wewnętrznych w rządzie Mohammeda Ibrahima Egala.
W 2002 został członkiem egzekutywy partii Kulmiye, a sześć lat później jej wiceprzewodniczącym. W 2015 awansował na przewodniczącego i został partyjnym kandydatem na prezydenta. W wyborach z 13 listopada 2017 roku zdobył w pierwszej turze 55% głosów, wygrywając je. Urząd objął z dniem 13 grudnia. Jego główny kontrkandydat Abdirahman Mohamed Abdullahi uznał wybory za sfałszowane.
W wyborach prezydenckich w 2024 Abdi przegrał walkę o reelekcję z Abdirahmanem Mohamedem Abdullahim, otrzymując 35% głosów. Jego kadencja upłynęła 13 grudnia 2024.